# Brewongle
Brewongle är en ort i Australien. Den ligger i kommunen Bathurst Regional och delstaten New South Wales, i den sydöstra delen av landet, omkring 140 kilometer väster om delstatshuvudstaden Sydney. Antalet invånare är 275.
Närmaste större samhälle är Bathurst, omkring 15 kilometer nordväst om Brewongle.
Trakten runt Brewongle består till största delen av jordbruksmark. Trakten runt Brewongle är nära nog obefolkad, med mindre än två invånare per kvadratkilometer. Genomsnittlig årsnederbörd är 966 millimeter. Den regnigaste månaden är februari, med i genomsnitt 180 mm nederbörd, och den torraste är oktober, med 44 mm nederbörd.